# 試金石

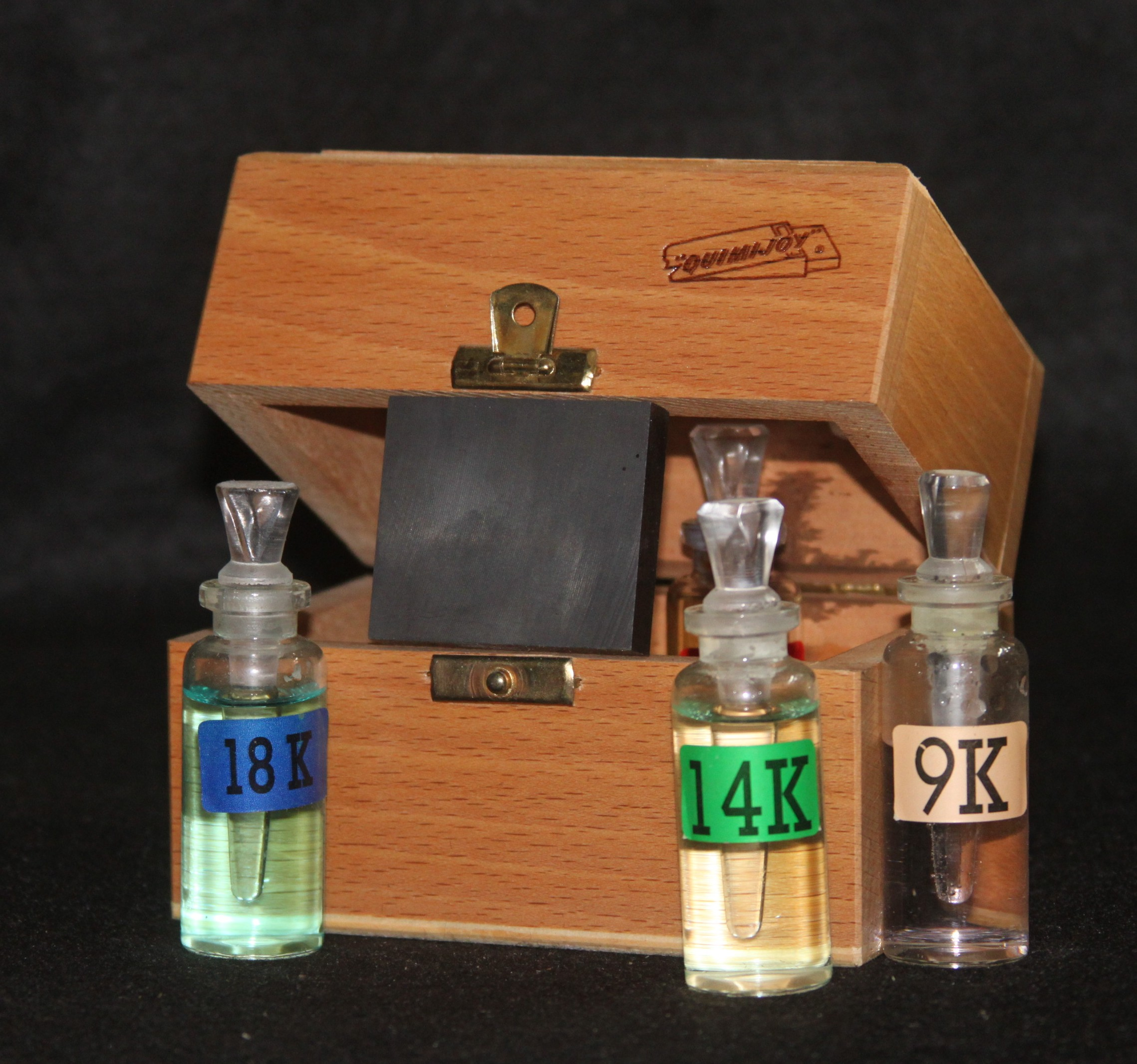
試金石と検査セット

試金石（しきんせき、英語: touchstone）とは、金の品質を計るために用いられる主に黒色の石英質の鉱石の別称。
一般的には、緻密な粘板岩であり碁石などの材料として用いられる那智黒石を指す。

## 使用方法
試金石は黒の色調が一様な石板で、手札金・手本金と呼ばれ指標となる金品位が証明済みかつ金純度が異なる数種類の金の棒と、試薬の濃硝酸とのセットで用いられる。試験標本と手本金で数本石の上にこすり線（条痕）を描き、その色を比較する。さらに詳細に測る場合は微量の濃硝酸で条痕を洗い、残り具合を見て判断することもある。金自体は、王水と呼ばれる硝酸と塩酸の混合物でのみ常温で溶解し、単独の酸には溶解しない。その一方銀や銅といった他の不純物は濃硝酸でも溶ける。この違いを利用して、金の純度をはかる。
熟練者であれば%（パーセント）オーダーの品位を鑑定することが可能であり、実際に江戸時代の金座で鑑定を担当した役方（やくがた）による鑑定品位は、現在の近代的化学分析による分析値とほとんど一致している。
以上のような特徴から簡便に検査が行えるため、現在においても簡易試験用に用いられることがある。

## 用例としての「試金石」
以上のような試金石の性格から転じて、実験的・試験的な要素がうまく行くかどうかを見極めるために行う事柄のことを「試金石」と呼ぶ。また、物事を判断する基準（指標）の意味で用いられることもある。